# Villac
Villac – miejscowość i gmina we Francji, w regionie Nowa Akwitania, w departamencie Dordogne.
Według danych na rok 1990 gminę zamieszkiwały 252 osoby, a gęstość zaludnienia wynosiła 12 osób/km² (wśród 2290 gmin Akwitanii Villac plasuje się na 927. miejscu pod względem liczby ludności, natomiast pod względem powierzchni na miejscu 493.).